# هيمان ألين (سياسي)
هيمان ألين هو محامي وقاضي ودبلوماسي وسياسي أمريكي، ولد في 23 فبراير 1779 في Poultney (town), Vermont ‏ في الولايات المتحدة، وتوفي في 7 أبريل 1852 في هايغيت في الولايات المتحدة. نشط حزبياً في الحزب الجمهوري الديمقراطي. وقد انتخب سفير وانتخب عضو مجلس نواب فيرمونت ‏ وانتخب عضو مجلس النواب الأمريكي ‏.